# Alisterus
Alisterus Mathews, 1911 è un genere di uccelli della famiglia degli Psittaculidi.

## Descrizione
Questo genere raggruppa tre specie di pappagalli dalla forma selvatica ma allo stesso tempo compatta, con coda lunga, piatta e arrotondata e apertura alare è tipica del buon volatore. Caratteristica tipica del genere è il becco piccolo e leggero rispetto alla dimensione del pappagallo. In generale le specie evidenziano un certo dimorfismo sessuale.

## Tassonomia
Il genere Alisterus comprende le seguenti specie:
- Alisterus amboinensis (Linnaeus, 1766) - pappagallo re delle Molucche
- Alisterus chloropterus  (E.P.Ramsay, 1879) - pappagallo re papua
- Alisterus scapularis  (Lichtenstein, 1816) - pappagallo re australiano